# Арчаков, Владимир Михайлович
Владимир Михайлович Арчаков (21 сентября 1938, Стрельноширокое, Сталинградская область — 6 января 2005) — советский, затем украинский и российский шахматный композитор и литератор.

## Биография
Родился в с. Стрельноширокое Дубовского района Сталинградской области 21 сентября 1938 года в семье рыбака.
Окончил Ленинградскую академию гражданской авиации. Работал пилотом в Волгограде, Тюмени, Сургуте, Берёзове. Общий налёт за 27 лет работы — 8600 часов. С конца 1970-х годов жил в Киеве, последние годы жизни провёл в городе Дубовка Волгоградской области. Умер 6 января 2005 года.
В. Арчаков был инициатором создания шахматных отделов в газетах «Молодой ленинец», «Волгоградская правда», «Тюменский комсомолец», «Авиатор Тюмени». На Украине в нескольких газетах и журналах («Украïна», «Наука i суспільство», «Комсомольское знамя» и др.) им были созданы отделы шахматной композиции, проводившие конкурсы составления и решения задач и этюдов. Автор книг по шахматной композиции.
Как композитор работал в разных жанрах, в основном составлял двух-, трёх- и многоходовки. Всего составил около 1100 задач и этюдов, более 350 из них отмечены отличиями на конкурсах.

## Задачи
|   | a | b | c | d | e | f | g | h |   |
| - | --- | --- | --- | --- | --- | --- | --- | --- | - |
| 8 | h7 белая ладья · c6 чёрный конь · f6 чёрная пешка · h6 белый конь · c5 чёрная ладья · g5 чёрная пешка · h5 чёрный король · b4 белый конь · e4 белый слон · a3 чёрная ладья · f3 чёрная пешка · a2 чёрный слон · c2 белая пешка · h2 белый слон · a1 чёрный слон · g1 чёрный конь · h1 белый король | h7 белая ладья · c6 чёрный конь · f6 чёрная пешка · h6 белый конь · c5 чёрная ладья · g5 чёрная пешка · h5 чёрный король · b4 белый конь · e4 белый слон · a3 чёрная ладья · f3 чёрная пешка · a2 чёрный слон · c2 белая пешка · h2 белый слон · a1 чёрный слон · g1 чёрный конь · h1 белый король | h7 белая ладья · c6 чёрный конь · f6 чёрная пешка · h6 белый конь · c5 чёрная ладья · g5 чёрная пешка · h5 чёрный король · b4 белый конь · e4 белый слон · a3 чёрная ладья · f3 чёрная пешка · a2 чёрный слон · c2 белая пешка · h2 белый слон · a1 чёрный слон · g1 чёрный конь · h1 белый король | h7 белая ладья · c6 чёрный конь · f6 чёрная пешка · h6 белый конь · c5 чёрная ладья · g5 чёрная пешка · h5 чёрный король · b4 белый конь · e4 белый слон · a3 чёрная ладья · f3 чёрная пешка · a2 чёрный слон · c2 белая пешка · h2 белый слон · a1 чёрный слон · g1 чёрный конь · h1 белый король | h7 белая ладья · c6 чёрный конь · f6 чёрная пешка · h6 белый конь · c5 чёрная ладья · g5 чёрная пешка · h5 чёрный король · b4 белый конь · e4 белый слон · a3 чёрная ладья · f3 чёрная пешка · a2 чёрный слон · c2 белая пешка · h2 белый слон · a1 чёрный слон · g1 чёрный конь · h1 белый король | h7 белая ладья · c6 чёрный конь · f6 чёрная пешка · h6 белый конь · c5 чёрная ладья · g5 чёрная пешка · h5 чёрный король · b4 белый конь · e4 белый слон · a3 чёрная ладья · f3 чёрная пешка · a2 чёрный слон · c2 белая пешка · h2 белый слон · a1 чёрный слон · g1 чёрный конь · h1 белый король | h7 белая ладья · c6 чёрный конь · f6 чёрная пешка · h6 белый конь · c5 чёрная ладья · g5 чёрная пешка · h5 чёрный король · b4 белый конь · e4 белый слон · a3 чёрная ладья · f3 чёрная пешка · a2 чёрный слон · c2 белая пешка · h2 белый слон · a1 чёрный слон · g1 чёрный конь · h1 белый король | h7 белая ладья · c6 чёрный конь · f6 чёрная пешка · h6 белый конь · c5 чёрная ладья · g5 чёрная пешка · h5 чёрный король · b4 белый конь · e4 белый слон · a3 чёрная ладья · f3 чёрная пешка · a2 чёрный слон · c2 белая пешка · h2 белый слон · a1 чёрный слон · g1 чёрный конь · h1 белый король | 8 |
| 7 | h7 белая ладья · c6 чёрный конь · f6 чёрная пешка · h6 белый конь · c5 чёрная ладья · g5 чёрная пешка · h5 чёрный король · b4 белый конь · e4 белый слон · a3 чёрная ладья · f3 чёрная пешка · a2 чёрный слон · c2 белая пешка · h2 белый слон · a1 чёрный слон · g1 чёрный конь · h1 белый король | h7 белая ладья · c6 чёрный конь · f6 чёрная пешка · h6 белый конь · c5 чёрная ладья · g5 чёрная пешка · h5 чёрный король · b4 белый конь · e4 белый слон · a3 чёрная ладья · f3 чёрная пешка · a2 чёрный слон · c2 белая пешка · h2 белый слон · a1 чёрный слон · g1 чёрный конь · h1 белый король | h7 белая ладья · c6 чёрный конь · f6 чёрная пешка · h6 белый конь · c5 чёрная ладья · g5 чёрная пешка · h5 чёрный король · b4 белый конь · e4 белый слон · a3 чёрная ладья · f3 чёрная пешка · a2 чёрный слон · c2 белая пешка · h2 белый слон · a1 чёрный слон · g1 чёрный конь · h1 белый король | h7 белая ладья · c6 чёрный конь · f6 чёрная пешка · h6 белый конь · c5 чёрная ладья · g5 чёрная пешка · h5 чёрный король · b4 белый конь · e4 белый слон · a3 чёрная ладья · f3 чёрная пешка · a2 чёрный слон · c2 белая пешка · h2 белый слон · a1 чёрный слон · g1 чёрный конь · h1 белый король | h7 белая ладья · c6 чёрный конь · f6 чёрная пешка · h6 белый конь · c5 чёрная ладья · g5 чёрная пешка · h5 чёрный король · b4 белый конь · e4 белый слон · a3 чёрная ладья · f3 чёрная пешка · a2 чёрный слон · c2 белая пешка · h2 белый слон · a1 чёрный слон · g1 чёрный конь · h1 белый король | h7 белая ладья · c6 чёрный конь · f6 чёрная пешка · h6 белый конь · c5 чёрная ладья · g5 чёрная пешка · h5 чёрный король · b4 белый конь · e4 белый слон · a3 чёрная ладья · f3 чёрная пешка · a2 чёрный слон · c2 белая пешка · h2 белый слон · a1 чёрный слон · g1 чёрный конь · h1 белый король | h7 белая ладья · c6 чёрный конь · f6 чёрная пешка · h6 белый конь · c5 чёрная ладья · g5 чёрная пешка · h5 чёрный король · b4 белый конь · e4 белый слон · a3 чёрная ладья · f3 чёрная пешка · a2 чёрный слон · c2 белая пешка · h2 белый слон · a1 чёрный слон · g1 чёрный конь · h1 белый король | h7 белая ладья · c6 чёрный конь · f6 чёрная пешка · h6 белый конь · c5 чёрная ладья · g5 чёрная пешка · h5 чёрный король · b4 белый конь · e4 белый слон · a3 чёрная ладья · f3 чёрная пешка · a2 чёрный слон · c2 белая пешка · h2 белый слон · a1 чёрный слон · g1 чёрный конь · h1 белый король | 7 |
| 6 | h7 белая ладья · c6 чёрный конь · f6 чёрная пешка · h6 белый конь · c5 чёрная ладья · g5 чёрная пешка · h5 чёрный король · b4 белый конь · e4 белый слон · a3 чёрная ладья · f3 чёрная пешка · a2 чёрный слон · c2 белая пешка · h2 белый слон · a1 чёрный слон · g1 чёрный конь · h1 белый король | h7 белая ладья · c6 чёрный конь · f6 чёрная пешка · h6 белый конь · c5 чёрная ладья · g5 чёрная пешка · h5 чёрный король · b4 белый конь · e4 белый слон · a3 чёрная ладья · f3 чёрная пешка · a2 чёрный слон · c2 белая пешка · h2 белый слон · a1 чёрный слон · g1 чёрный конь · h1 белый король | h7 белая ладья · c6 чёрный конь · f6 чёрная пешка · h6 белый конь · c5 чёрная ладья · g5 чёрная пешка · h5 чёрный король · b4 белый конь · e4 белый слон · a3 чёрная ладья · f3 чёрная пешка · a2 чёрный слон · c2 белая пешка · h2 белый слон · a1 чёрный слон · g1 чёрный конь · h1 белый король | h7 белая ладья · c6 чёрный конь · f6 чёрная пешка · h6 белый конь · c5 чёрная ладья · g5 чёрная пешка · h5 чёрный король · b4 белый конь · e4 белый слон · a3 чёрная ладья · f3 чёрная пешка · a2 чёрный слон · c2 белая пешка · h2 белый слон · a1 чёрный слон · g1 чёрный конь · h1 белый король | h7 белая ладья · c6 чёрный конь · f6 чёрная пешка · h6 белый конь · c5 чёрная ладья · g5 чёрная пешка · h5 чёрный король · b4 белый конь · e4 белый слон · a3 чёрная ладья · f3 чёрная пешка · a2 чёрный слон · c2 белая пешка · h2 белый слон · a1 чёрный слон · g1 чёрный конь · h1 белый король | h7 белая ладья · c6 чёрный конь · f6 чёрная пешка · h6 белый конь · c5 чёрная ладья · g5 чёрная пешка · h5 чёрный король · b4 белый конь · e4 белый слон · a3 чёрная ладья · f3 чёрная пешка · a2 чёрный слон · c2 белая пешка · h2 белый слон · a1 чёрный слон · g1 чёрный конь · h1 белый король | h7 белая ладья · c6 чёрный конь · f6 чёрная пешка · h6 белый конь · c5 чёрная ладья · g5 чёрная пешка · h5 чёрный король · b4 белый конь · e4 белый слон · a3 чёрная ладья · f3 чёрная пешка · a2 чёрный слон · c2 белая пешка · h2 белый слон · a1 чёрный слон · g1 чёрный конь · h1 белый король | h7 белая ладья · c6 чёрный конь · f6 чёрная пешка · h6 белый конь · c5 чёрная ладья · g5 чёрная пешка · h5 чёрный король · b4 белый конь · e4 белый слон · a3 чёрная ладья · f3 чёрная пешка · a2 чёрный слон · c2 белая пешка · h2 белый слон · a1 чёрный слон · g1 чёрный конь · h1 белый король | 6 |
| 5 | h7 белая ладья · c6 чёрный конь · f6 чёрная пешка · h6 белый конь · c5 чёрная ладья · g5 чёрная пешка · h5 чёрный король · b4 белый конь · e4 белый слон · a3 чёрная ладья · f3 чёрная пешка · a2 чёрный слон · c2 белая пешка · h2 белый слон · a1 чёрный слон · g1 чёрный конь · h1 белый король | h7 белая ладья · c6 чёрный конь · f6 чёрная пешка · h6 белый конь · c5 чёрная ладья · g5 чёрная пешка · h5 чёрный король · b4 белый конь · e4 белый слон · a3 чёрная ладья · f3 чёрная пешка · a2 чёрный слон · c2 белая пешка · h2 белый слон · a1 чёрный слон · g1 чёрный конь · h1 белый король | h7 белая ладья · c6 чёрный конь · f6 чёрная пешка · h6 белый конь · c5 чёрная ладья · g5 чёрная пешка · h5 чёрный король · b4 белый конь · e4 белый слон · a3 чёрная ладья · f3 чёрная пешка · a2 чёрный слон · c2 белая пешка · h2 белый слон · a1 чёрный слон · g1 чёрный конь · h1 белый король | h7 белая ладья · c6 чёрный конь · f6 чёрная пешка · h6 белый конь · c5 чёрная ладья · g5 чёрная пешка · h5 чёрный король · b4 белый конь · e4 белый слон · a3 чёрная ладья · f3 чёрная пешка · a2 чёрный слон · c2 белая пешка · h2 белый слон · a1 чёрный слон · g1 чёрный конь · h1 белый король | h7 белая ладья · c6 чёрный конь · f6 чёрная пешка · h6 белый конь · c5 чёрная ладья · g5 чёрная пешка · h5 чёрный король · b4 белый конь · e4 белый слон · a3 чёрная ладья · f3 чёрная пешка · a2 чёрный слон · c2 белая пешка · h2 белый слон · a1 чёрный слон · g1 чёрный конь · h1 белый король | h7 белая ладья · c6 чёрный конь · f6 чёрная пешка · h6 белый конь · c5 чёрная ладья · g5 чёрная пешка · h5 чёрный король · b4 белый конь · e4 белый слон · a3 чёрная ладья · f3 чёрная пешка · a2 чёрный слон · c2 белая пешка · h2 белый слон · a1 чёрный слон · g1 чёрный конь · h1 белый король | h7 белая ладья · c6 чёрный конь · f6 чёрная пешка · h6 белый конь · c5 чёрная ладья · g5 чёрная пешка · h5 чёрный король · b4 белый конь · e4 белый слон · a3 чёрная ладья · f3 чёрная пешка · a2 чёрный слон · c2 белая пешка · h2 белый слон · a1 чёрный слон · g1 чёрный конь · h1 белый король | h7 белая ладья · c6 чёрный конь · f6 чёрная пешка · h6 белый конь · c5 чёрная ладья · g5 чёрная пешка · h5 чёрный король · b4 белый конь · e4 белый слон · a3 чёрная ладья · f3 чёрная пешка · a2 чёрный слон · c2 белая пешка · h2 белый слон · a1 чёрный слон · g1 чёрный конь · h1 белый король | 5 |
| 4 | h7 белая ладья · c6 чёрный конь · f6 чёрная пешка · h6 белый конь · c5 чёрная ладья · g5 чёрная пешка · h5 чёрный король · b4 белый конь · e4 белый слон · a3 чёрная ладья · f3 чёрная пешка · a2 чёрный слон · c2 белая пешка · h2 белый слон · a1 чёрный слон · g1 чёрный конь · h1 белый король | h7 белая ладья · c6 чёрный конь · f6 чёрная пешка · h6 белый конь · c5 чёрная ладья · g5 чёрная пешка · h5 чёрный король · b4 белый конь · e4 белый слон · a3 чёрная ладья · f3 чёрная пешка · a2 чёрный слон · c2 белая пешка · h2 белый слон · a1 чёрный слон · g1 чёрный конь · h1 белый король | h7 белая ладья · c6 чёрный конь · f6 чёрная пешка · h6 белый конь · c5 чёрная ладья · g5 чёрная пешка · h5 чёрный король · b4 белый конь · e4 белый слон · a3 чёрная ладья · f3 чёрная пешка · a2 чёрный слон · c2 белая пешка · h2 белый слон · a1 чёрный слон · g1 чёрный конь · h1 белый король | h7 белая ладья · c6 чёрный конь · f6 чёрная пешка · h6 белый конь · c5 чёрная ладья · g5 чёрная пешка · h5 чёрный король · b4 белый конь · e4 белый слон · a3 чёрная ладья · f3 чёрная пешка · a2 чёрный слон · c2 белая пешка · h2 белый слон · a1 чёрный слон · g1 чёрный конь · h1 белый король | h7 белая ладья · c6 чёрный конь · f6 чёрная пешка · h6 белый конь · c5 чёрная ладья · g5 чёрная пешка · h5 чёрный король · b4 белый конь · e4 белый слон · a3 чёрная ладья · f3 чёрная пешка · a2 чёрный слон · c2 белая пешка · h2 белый слон · a1 чёрный слон · g1 чёрный конь · h1 белый король | h7 белая ладья · c6 чёрный конь · f6 чёрная пешка · h6 белый конь · c5 чёрная ладья · g5 чёрная пешка · h5 чёрный король · b4 белый конь · e4 белый слон · a3 чёрная ладья · f3 чёрная пешка · a2 чёрный слон · c2 белая пешка · h2 белый слон · a1 чёрный слон · g1 чёрный конь · h1 белый король | h7 белая ладья · c6 чёрный конь · f6 чёрная пешка · h6 белый конь · c5 чёрная ладья · g5 чёрная пешка · h5 чёрный король · b4 белый конь · e4 белый слон · a3 чёрная ладья · f3 чёрная пешка · a2 чёрный слон · c2 белая пешка · h2 белый слон · a1 чёрный слон · g1 чёрный конь · h1 белый король | h7 белая ладья · c6 чёрный конь · f6 чёрная пешка · h6 белый конь · c5 чёрная ладья · g5 чёрная пешка · h5 чёрный король · b4 белый конь · e4 белый слон · a3 чёрная ладья · f3 чёрная пешка · a2 чёрный слон · c2 белая пешка · h2 белый слон · a1 чёрный слон · g1 чёрный конь · h1 белый король | 4 |
| 3 | h7 белая ладья · c6 чёрный конь · f6 чёрная пешка · h6 белый конь · c5 чёрная ладья · g5 чёрная пешка · h5 чёрный король · b4 белый конь · e4 белый слон · a3 чёрная ладья · f3 чёрная пешка · a2 чёрный слон · c2 белая пешка · h2 белый слон · a1 чёрный слон · g1 чёрный конь · h1 белый король | h7 белая ладья · c6 чёрный конь · f6 чёрная пешка · h6 белый конь · c5 чёрная ладья · g5 чёрная пешка · h5 чёрный король · b4 белый конь · e4 белый слон · a3 чёрная ладья · f3 чёрная пешка · a2 чёрный слон · c2 белая пешка · h2 белый слон · a1 чёрный слон · g1 чёрный конь · h1 белый король | h7 белая ладья · c6 чёрный конь · f6 чёрная пешка · h6 белый конь · c5 чёрная ладья · g5 чёрная пешка · h5 чёрный король · b4 белый конь · e4 белый слон · a3 чёрная ладья · f3 чёрная пешка · a2 чёрный слон · c2 белая пешка · h2 белый слон · a1 чёрный слон · g1 чёрный конь · h1 белый король | h7 белая ладья · c6 чёрный конь · f6 чёрная пешка · h6 белый конь · c5 чёрная ладья · g5 чёрная пешка · h5 чёрный король · b4 белый конь · e4 белый слон · a3 чёрная ладья · f3 чёрная пешка · a2 чёрный слон · c2 белая пешка · h2 белый слон · a1 чёрный слон · g1 чёрный конь · h1 белый король | h7 белая ладья · c6 чёрный конь · f6 чёрная пешка · h6 белый конь · c5 чёрная ладья · g5 чёрная пешка · h5 чёрный король · b4 белый конь · e4 белый слон · a3 чёрная ладья · f3 чёрная пешка · a2 чёрный слон · c2 белая пешка · h2 белый слон · a1 чёрный слон · g1 чёрный конь · h1 белый король | h7 белая ладья · c6 чёрный конь · f6 чёрная пешка · h6 белый конь · c5 чёрная ладья · g5 чёрная пешка · h5 чёрный король · b4 белый конь · e4 белый слон · a3 чёрная ладья · f3 чёрная пешка · a2 чёрный слон · c2 белая пешка · h2 белый слон · a1 чёрный слон · g1 чёрный конь · h1 белый король | h7 белая ладья · c6 чёрный конь · f6 чёрная пешка · h6 белый конь · c5 чёрная ладья · g5 чёрная пешка · h5 чёрный король · b4 белый конь · e4 белый слон · a3 чёрная ладья · f3 чёрная пешка · a2 чёрный слон · c2 белая пешка · h2 белый слон · a1 чёрный слон · g1 чёрный конь · h1 белый король | h7 белая ладья · c6 чёрный конь · f6 чёрная пешка · h6 белый конь · c5 чёрная ладья · g5 чёрная пешка · h5 чёрный король · b4 белый конь · e4 белый слон · a3 чёрная ладья · f3 чёрная пешка · a2 чёрный слон · c2 белая пешка · h2 белый слон · a1 чёрный слон · g1 чёрный конь · h1 белый король | 3 |
| 2 | h7 белая ладья · c6 чёрный конь · f6 чёрная пешка · h6 белый конь · c5 чёрная ладья · g5 чёрная пешка · h5 чёрный король · b4 белый конь · e4 белый слон · a3 чёрная ладья · f3 чёрная пешка · a2 чёрный слон · c2 белая пешка · h2 белый слон · a1 чёрный слон · g1 чёрный конь · h1 белый король | h7 белая ладья · c6 чёрный конь · f6 чёрная пешка · h6 белый конь · c5 чёрная ладья · g5 чёрная пешка · h5 чёрный король · b4 белый конь · e4 белый слон · a3 чёрная ладья · f3 чёрная пешка · a2 чёрный слон · c2 белая пешка · h2 белый слон · a1 чёрный слон · g1 чёрный конь · h1 белый король | h7 белая ладья · c6 чёрный конь · f6 чёрная пешка · h6 белый конь · c5 чёрная ладья · g5 чёрная пешка · h5 чёрный король · b4 белый конь · e4 белый слон · a3 чёрная ладья · f3 чёрная пешка · a2 чёрный слон · c2 белая пешка · h2 белый слон · a1 чёрный слон · g1 чёрный конь · h1 белый король | h7 белая ладья · c6 чёрный конь · f6 чёрная пешка · h6 белый конь · c5 чёрная ладья · g5 чёрная пешка · h5 чёрный король · b4 белый конь · e4 белый слон · a3 чёрная ладья · f3 чёрная пешка · a2 чёрный слон · c2 белая пешка · h2 белый слон · a1 чёрный слон · g1 чёрный конь · h1 белый король | h7 белая ладья · c6 чёрный конь · f6 чёрная пешка · h6 белый конь · c5 чёрная ладья · g5 чёрная пешка · h5 чёрный король · b4 белый конь · e4 белый слон · a3 чёрная ладья · f3 чёрная пешка · a2 чёрный слон · c2 белая пешка · h2 белый слон · a1 чёрный слон · g1 чёрный конь · h1 белый король | h7 белая ладья · c6 чёрный конь · f6 чёрная пешка · h6 белый конь · c5 чёрная ладья · g5 чёрная пешка · h5 чёрный король · b4 белый конь · e4 белый слон · a3 чёрная ладья · f3 чёрная пешка · a2 чёрный слон · c2 белая пешка · h2 белый слон · a1 чёрный слон · g1 чёрный конь · h1 белый король | h7 белая ладья · c6 чёрный конь · f6 чёрная пешка · h6 белый конь · c5 чёрная ладья · g5 чёрная пешка · h5 чёрный король · b4 белый конь · e4 белый слон · a3 чёрная ладья · f3 чёрная пешка · a2 чёрный слон · c2 белая пешка · h2 белый слон · a1 чёрный слон · g1 чёрный конь · h1 белый король | h7 белая ладья · c6 чёрный конь · f6 чёрная пешка · h6 белый конь · c5 чёрная ладья · g5 чёрная пешка · h5 чёрный король · b4 белый конь · e4 белый слон · a3 чёрная ладья · f3 чёрная пешка · a2 чёрный слон · c2 белая пешка · h2 белый слон · a1 чёрный слон · g1 чёрный конь · h1 белый король | 2 |
| 1 | h7 белая ладья · c6 чёрный конь · f6 чёрная пешка · h6 белый конь · c5 чёрная ладья · g5 чёрная пешка · h5 чёрный король · b4 белый конь · e4 белый слон · a3 чёрная ладья · f3 чёрная пешка · a2 чёрный слон · c2 белая пешка · h2 белый слон · a1 чёрный слон · g1 чёрный конь · h1 белый король | h7 белая ладья · c6 чёрный конь · f6 чёрная пешка · h6 белый конь · c5 чёрная ладья · g5 чёрная пешка · h5 чёрный король · b4 белый конь · e4 белый слон · a3 чёрная ладья · f3 чёрная пешка · a2 чёрный слон · c2 белая пешка · h2 белый слон · a1 чёрный слон · g1 чёрный конь · h1 белый король | h7 белая ладья · c6 чёрный конь · f6 чёрная пешка · h6 белый конь · c5 чёрная ладья · g5 чёрная пешка · h5 чёрный король · b4 белый конь · e4 белый слон · a3 чёрная ладья · f3 чёрная пешка · a2 чёрный слон · c2 белая пешка · h2 белый слон · a1 чёрный слон · g1 чёрный конь · h1 белый король | h7 белая ладья · c6 чёрный конь · f6 чёрная пешка · h6 белый конь · c5 чёрная ладья · g5 чёрная пешка · h5 чёрный король · b4 белый конь · e4 белый слон · a3 чёрная ладья · f3 чёрная пешка · a2 чёрный слон · c2 белая пешка · h2 белый слон · a1 чёрный слон · g1 чёрный конь · h1 белый король | h7 белая ладья · c6 чёрный конь · f6 чёрная пешка · h6 белый конь · c5 чёрная ладья · g5 чёрная пешка · h5 чёрный король · b4 белый конь · e4 белый слон · a3 чёрная ладья · f3 чёрная пешка · a2 чёрный слон · c2 белая пешка · h2 белый слон · a1 чёрный слон · g1 чёрный конь · h1 белый король | h7 белая ладья · c6 чёрный конь · f6 чёрная пешка · h6 белый конь · c5 чёрная ладья · g5 чёрная пешка · h5 чёрный король · b4 белый конь · e4 белый слон · a3 чёрная ладья · f3 чёрная пешка · a2 чёрный слон · c2 белая пешка · h2 белый слон · a1 чёрный слон · g1 чёрный конь · h1 белый король | h7 белая ладья · c6 чёрный конь · f6 чёрная пешка · h6 белый конь · c5 чёрная ладья · g5 чёрная пешка · h5 чёрный король · b4 белый конь · e4 белый слон · a3 чёрная ладья · f3 чёрная пешка · a2 чёрный слон · c2 белая пешка · h2 белый слон · a1 чёрный слон · g1 чёрный конь · h1 белый король | h7 белая ладья · c6 чёрный конь · f6 чёрная пешка · h6 белый конь · c5 чёрная ладья · g5 чёрная пешка · h5 чёрный король · b4 белый конь · e4 белый слон · a3 чёрная ладья · f3 чёрная пешка · a2 чёрный слон · c2 белая пешка · h2 белый слон · a1 чёрный слон · g1 чёрный конь · h1 белый король | 1 |
|   | a | b | c | d | e | f | g | h |   |

1. Кd5
1…Л:d5 2. Кg8 Крg4 3. c3 С:c3 4. Кh6 Крh5 5. Кf5 Крg4 6. Кe3#
1…С:d5 2. Кf5 Крg4 3. c3 Л:c3 4. Кh6 Крh5 5. Кg8 Крg4 6. К:f6#

## Книги
- В мире шахматной композиции. Волгоград : Ниж.-Волж. кн. изд-во, 1980. 191 с.
- На маленьком шахматном поле. Свердловск : Сред.-Урал. кн. изд-во, 1983. 143 с.
- Шахматные квартеты. Киев : Молодь, 1983. 184 с.
- Шахматная мозаика. Киев : Здоров’я, 1984. 133 с.
- Гроссмейстерские композиции. Киев : Молодь, 1985. 192 с.
- Изобразительные шахматные задачи и этюды. Киев : Рад. шк., 1985. 89 с.
- Шахматная композиция на Украине. Киев : Здоров’я, 1986. 165, [2] с.
- Первые шаги в шахматной композиции. Киев : Рад. шк., 1987. 143 с.
- Гармония пешечного этюда. Киев : Рад. шк., 1990. 143, [1] с. ISBN 5-330-00853-0. В соавторстве с М. Зинаром.